# Tom Guay
Tom Guay (o Tom 5) es un guitarrista estadounidense, reconocido por haber hecho parte de la banda de groove metal White Zombie mientras estudiaba artes en la Escuela de Diseño Parsons, donde cursó estudios entre 1985 y 1989. Guay es conocido generalmente como Tom Five. También fue guitarrista de la banda Angel Rot entre 1988 y 2003 y se desempeñó como cantante de la banda tributo a Black Sabbath llamada Rat Salad. Actualmente toca la guitarra en la banda angelina Triple T.

## Discografía

### White Zombie
- Psycho-Head Blowout (1986)
- Soul-Crusher (1987)
- Let Sleeping Corpses Lie (2008)

### Angel Rot
- Unlistenable Hymns Of Indulgent Damnage (1999)